# Wildau
Wildau è una città di 10 994 abitanti del Brandeburgo, in Germania.

Appartiene al circondario di Dahme-Spreewald, e costituisce (con la limitrofa Königs Wusterhausen) un centro di livello intermedio della regione metropolitana Berlino/Brandeburgo.

## Società

### Evoluzione demografica
- Sviluppo della popolazione dal 1875 entro gli attuali confini (Linea Blu: Popolazione; Linea puntata: Confronto dello sviluppo della popolazione dello stato del Brandenburgo; Sfondo grigio: Ai tempi del governo nazista; Sfondo rosso: Al tempo del governo comunista)
- Sviluppo recente della popolazione (Linea blu) e previsioni

| Anno | Abitanti |
| ---- | -------- |
| 1875 | 290      |
| 1890 | 311      |
| 1910 | 2 865    |
| 1925 | 4 347    |
| 1933 | 4 509    |
| 1939 | 5 664    |
| 1946 | 5 166    |
| 1950 | 5 501    |
| 1964 | 8 391    |
| 1971 | 8 122    |
| 1981 | 7 826    |

| Anno | Abitanti |
| ---- | -------- |
| 1985 | 7 506    |
| 1989 | 7 169    |
| 1990 | 7 089    |
| 1991 | 7 350    |
| 1992 | 7 403    |
| 1993 | 7 425    |
| 1994 | 7 405    |
| 1995 | 7 697    |
| 1996 | 8 131    |
| 1997 | 8 605    |

| Anno | Abitanti |
| ---- | -------- |
| 1998 | 9 120    |
| 1999 | 9 269    |
| 2000 | 9 352    |
| 2001 | 9 392    |
| 2002 | 9 378    |
| 2003 | 9 299    |
| 2004 | 9 432    |
| 2005 | 9 542    |
| 2006 | 9 642    |
| 2007 | 9 819    |

| Anno | Abitanti |
| ---- | -------- |
| 2008 | 9 911    |
| 2009 | 9 906    |
| 2010 | 9 898    |
| 2011 | 9 731    |
| 2012 | 9 797    |
| 2013 | 9 878    |
| 2014 | 9 945    |
| 2015 | 9 978    |
| 2016 | 10 057   |
| 2017 | 10 093   |

| Anno | Abitanti |
| ---- | -------- |
| 2018 | 10 303   |
| 2019 | 10 404   |
| 2020 | 10 633   |

## Amministrazione

### Gemellaggi
- Hückelhoven
- Lechbruck am See
- Rewal
- Salla
- Taufkirchen
- Siegburg